# Joseph-Marie Callery

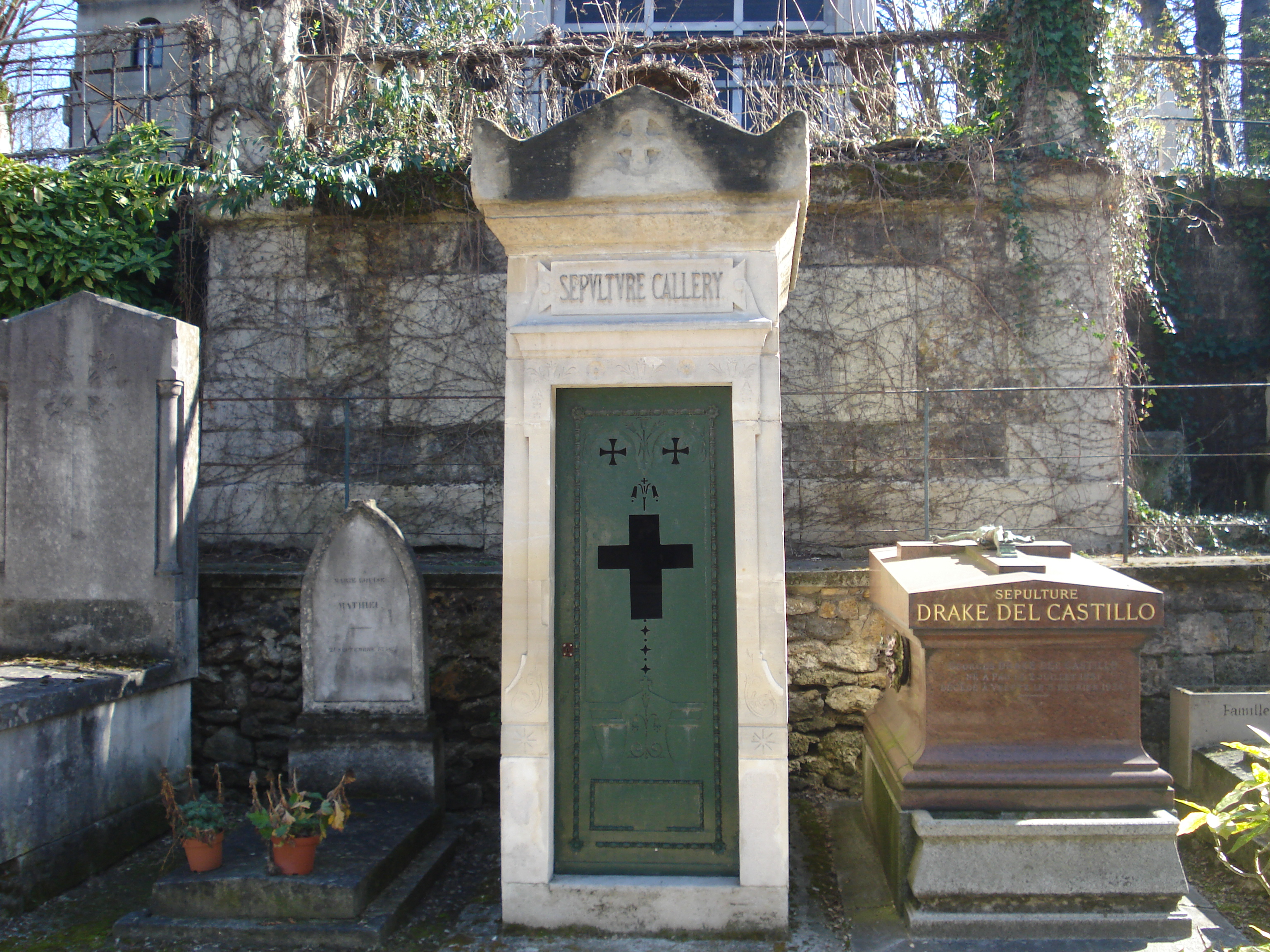
Tomba di J.-M. Callery al cimitero di Montmartre (Parigi)

Joseph-Marie Callery, noto anche come Giuseppe Maria Calleri (Torino, 25 giugno 1810 – Voulangis, 8 giugno 1862), è stato un missionario e orientalista italiano naturalizzato francese.

## Biografia
Figlio di Gaetano, produttore di tessuti in seta, e della sarta Anna Maria Antonia Gazolla. Dopo aver compiuto un percorso di studi classici nella capitale sabauda, si trasferì prima a Lione e poi Parigi dove entrò come diacono nel seminario della Société des Missions Etrangères. Fu ordinato sacerdote il 20 dicembre 1834 e ricevette come destinazione la Corea ma rimase bloccato a Macao perché in quel periodo l'accesso degli stranieri era assai ostacolato; qui si accinse allo studio della lingua cinese e del coreano. In cattivi rapporti con i superiori, che non approvavano il comportamento poco saldo rispetto ai dettami religiosi, si dedicò alacremente allo studio del cinese e delle scienze naturali già pensando probabilmente di abbandonare l'abito talare a favore di una carriera scientifica.
Iniziò in quegli anni l'invio di esemplari botanici a musei e orti botanici europei (tra cui una specie di pero che Joseph Decaisne descrisse nel 1872 e nominò Pyrus calleryana in omaggio al suo "importatore") e la pubblicazione a sue spese del Systema phoneticum scripturae sinicae, opera con la quale inaugurò a tutti gli effetti la sua attività di orientalista adottando il nome francesizzato di J.-M. Callery.
Lasciata la Société des Missions Etrangères nel 1842, ritornò a Parigi per poi ripartire nuovamente per l'estremo Oriente dove assunse l'incarico di interprete dell'ambasciata francese in Cina nel 1844, ricoprendo un ruolo nel successo dei negoziati sul trattato di Whampoa del 1844. Successivamente gli fu assegnato il ruolo di segretario e interprete di cinese al Ministero degli Affari Esteri. Di questa attività rimane testimonianza in un suo diario pubblicato a Macao nel 1845 e intitolato Journal des opérations diplomatiques de la légation française en Chine, ancora oggi molto utile per ricostruire i rapporti franco-cinesi dell'epoca.
Nel 1844 venne eletto Socio della Classe di Scienze morali dell'Accademia delle Scienze di Torino per i suoi studi delle lingue orientali, in particolare del cinese.
Il 10 luglio 1861 sposò a Lisses nell'Essonne Henriette-Louise-Clémentine Quelquejeu, la donna conosciuta nel 1842 in Francia che lo aveva successivamente accompagnato in oriente nel suo secondo soggiorno, riconoscendo i sei figli avuti precedentemente. Fu sepolto nel cimitero di Montmartre insieme al figlio, lo storico Alphonse Callery (1847-1909).

## Principali opere
- Systema phoneticum Scripturae Sinicae : pars 1.& 2, Macao, 1841.
- Dictionnaire encyclopédique de la langue chinoise, Paris, Didot, 1842.
- L'insurrection en Chine, depuis son origine jusqu'à la prise de Nankin, Paris, Librairie nouvelle, 1853.
- La galerie royale de peinture de Turin, Havre, Lemale, 1854.